# Afrogarypus excelsus excellens
Afrogarypus excelsus excellens es una subespecie de arácnido del orden Pseudoscorpionida de la familia Geogarypidae.

## Distribución geográfica
Se encuentra en el sur de África.